# 二水N20水力發電廠
二水N20水力發電廠位於臺灣彰化縣二水鄉，由民營企業經一綠能公司所投資興建，該水力發電廠為截至2022年臺灣第二座採用燈泡式水輪發電機的發電廠，第一座為台灣電力公司明潭發電廠集集南二機組，目前該發電廠仍在施工中，預計於2022年6月中旬竣工商轉。

## 沿革

### 背景
經濟部水利署因應政府再生能源政策，盤點全臺轄屬引水系統中，適合興建小水力發電廠的場址，其中南投縣的集集攔河堰分有南岸與北岸取水口，並且南北岸各已有民營企業投資的名間水力發電廠與南岸日治時期就有的明潭發電廠濁水機組，經過水利署再重新評估，北岸聯絡渠道彰化縣二水段八堡圳公園附近的編號N14~N20跌水工仍擁有開發小水力發電的潛能。
水利署責成轄屬的中區水資源局於2018年9月將北岸聯絡渠道N14~N20跌水工統一成一案對外招標，同年12月公告由經一綠能公司得標，得標廠商可任意選用這6座跌水工設置水力發電廠，經一綠能公司首先選擇N19跌水工設置二水N19水力發電廠，於2020年11月19日併聯商轉。第二座水力發電廠選定N20號跌水工來設置。

### 施工
二水N20水力發電廠在N19完成後接續推動，並且該發電廠選用歐洲捷克共和國所製造的燈泡式水輪發電機，為截至2022年臺灣第二座選用此類型水輪機的水力發電廠，N20電廠在2021年5月發包，10月廠商進場施工，不同於N19電廠分成左右邊兩條連絡渠道各設置兩部水輪發電機，而是僅在一條渠道上設置水輪發電機，另一條渠道改為旁路水道，當電廠需停機時就改由旁路水道引水，不影響發電廠維修工作與下游引水。
此外N20電廠前方設有一座分水庭，利用該分水庭作為發電廠前池穩定發電前的渠道水流，水流從前池進入發電機組前也設置攔污柵，降地雜物入侵水輪機造成故障的機率。廠房設計上為融合電廠周邊環境，因此下部結構為鋼筋混凝土，但上部結構以鋼構搭配玻璃帷幕，降低視覺衝擊，並融入臺鐵集集線火車、花旗木，以及落羽松等四季變化，讓該電廠成為當地的新觀光亮點。二水N20水力發電廠預計將在2022年6月中旬竣工商轉。

## 設施

### 發電機組
| 名稱   | 發電機型號 | 水輪機型號         | 機組數量 | 發電方式 | 有效落差（公尺） | 單一機組用水量（CMS） | 容量（kW） | 取用水源                         | 商轉日期          | 狀態   |
| ------ | ---------- | ------------------ | -------- | -------- | ---------------- | --------------------- | ---------- | -------------------------------- | ----------------- | ------ |
| 一號機 | 交流發電機 | 捷克製燈泡式水輪機 | 1        | 川流式   |                  | 66.75                 | 1,400      | 集集攔河堰北岸聯絡渠道（濁水溪） | 2022年6月（預計） | 施工中 |